# Impatiens tsingycola
Impatiens tsingycola är en balsaminväxtart som beskrevs av Fischer och Raheliv. Impatiens tsingycola ingår i släktet balsaminer, och familjen balsaminväxter. Inga underarter finns listade i Catalogue of Life.